# Colegio de Negocios de Talal Abu-Ghazaleh
El Colegio de Negocios de Talal Abu-Ghazaleh fue inaugurado en el día 27 de febrero de 2006 a través de la cooperación entre los gobiernos de Jordania y Alemania.
TAGCB representa la primera asociación entre el sector privado y el sector público en el mundo árabe, con el motivo de beneficiar el mundo académico de GJU de la experiencia de La Organización de Talal Abu-Ghazaleh (TAGorg).
Con la intención de establecer nuevas sucursales en otros países del mundo árabe. TAGCB ha establecido un hito de la técnica de construcción en la capital Jordana de Amán.
El colegio ofrece programas de máster en negocios con concentraciones en la contabilidad internacional, la administración, la gestión de calidad, ofrece también el programa de máster de artes en la propiedad intelectual con tres programas de licenciatura en la contabilidad internacional, la administración y la logística.
Las facilidades del colegio incluyen un centro de lenguas audiovisual, un número de laboratorios de computación, incluyendo un laboratorio especializado equipado con ordenadores de tipo SUN. 
La biblioteca del colegio tiene muchos tomos de material de referencia y está equipado con ordenadores conectados a través de la afiliación con bibliotecas internacionales que están disponibles de forma gratuita para los estudiantes de la facultad.

## Grados Ofrecidos
- Licenciatura en Administración
- Licenciatura en la Contabilidad Internacional
- Licenciatura en la Logística
- MBA con concentración en la Administración
- MBA con concentración en la Contabilidad Internacional
- MBA con concentración en la Gestión de Calidad
- MA en la Propiedad Intelectual
- MBA con concentración en el Marketing
- MBA con concentración en los Recursos Humanos
- MSc. en la Informática